# Дългото сбогуване
 Тази статия е за романа.  За филма вижте Дългото сбогуване (филм).  
Дългото сбогуване (на английски: The Long Goodbye) е шестият роман от американския писател Реймънд Чандлър. Издаден е през 1953 година, първо във Великобритания, а през следващата година и в Съединените щати.
В типичната за Чандлър образност, Филип Марлоу за пореден път е въвлечен в сложна игра с богати фамилии, криминални типове, полицейски инспектори и симпатичния бонвиван Тери Ленъкс от когото ще получи писмо с „портрета“ на Мадисън в него. Романът се отличава с вплетения във фабулата силен социален критицизъм. Известен е също и с включените от автора автобиографични елементи от собствения му живот.
В този роман историята среща Марлоу с неговата любов, милионерската дъщеря Линда Потър, която ще срещнем отново, дори като негова съпруга в последната незавършена чандлърова творба Пудъл Спрингс
През 1955 година, Дългото сбогуване е удостоен с годишната награда на името на Едгар Алън По за най-добра новела.
Романът е филмиран за големия екран през 1973 година като „Дългото сбогуване“ под режисурата на Робърт Олтмън с Елиът Гулд в ролята на Марлоу. Новелата е адаптирана и за телевизията през 1954 година, както и за радиоизлъчване от ББС в края на 1970-те с Ед Бишъп като прославения детектив.
Първото издание на романа на български език е през 1983 година от издателство Народна младеж в поредицата – „Библиотека Лъч“.